# Eusirus laticarpus
Eusirus laticarpus is een vlokreeftensoort uit de familie van de Eusiridae. De wetenschappelijke naam van de soort is voor het eerst geldig gepubliceerd in 1906 door Chevreux.